# Polușkîne, Troițke
Polușkîne (în ucraineană Полушкине) este un sat în comuna Novoznameanka din raionul Troițke, regiunea Luhansk, Ucraina.

## Demografie
Componența lingvistică a localității Polușkîne
     Rusă (100%)
Conform recensământului din 2001, toată populația localității Polușkîne era vorbitoare de rusă (100%).